# Amésite
L'amésite est un minéral du groupe des phyllosilicates, de formule Mg2Al(AlSiO5)(OH)4.
L'amésite appartient au groupe de la serpentine selon la classification de Dana, dans lequel elle constitue avec quelques autres minéraux le sous-groupe de l'amésite. Dans la classification de Strunz elle est versée dans le groupe kaolinite-serpentine.

## Description
L’amésite est un minéral rare, de teinte blanche/vert pâle ou encore violette, voire rose ou lilas (variante chromifère). Elle cristallise dans le système triclinique. Les cristaux ont la forme de lamelles ou de prismes pseudo-hexagonaux allongés et effilés, avec parfois de petits clivages.

## Inventeur et étymologie
L'amésite a été découverte dans les mines de Chester Emery dans le comté de Hampden (Massachusetts, États-Unis). Elle a été nommée en l'honneur du propriétaire de la mine, James Ames.  
Quelque temps après sa découverte l’amésite était considérée comme une variété de chlorite et a été renommée corundophilite. Par la suite, en 1920, E. V. Shannon a rétabli l’amésite en tant qu’espèce distincte. En 1944, J. W. Gruner a démontré que l’amésite était une serpentine. La serpentine est une famille de minéraux du groupe des silicates, sous-groupe des phyllosilicates.

## Gîtologie
L'amésite est un minéral rare mais qu'on peut trouver dans les roches métamorphiques riches en magnésium et en aluminium. Il est notamment présent :
- dans la mine Lake Asbestos, Black Lake, à Québec au Canada ;
- dans les Hampden aux États-Unis ;
- dans les gisements de manganèse de Postmaburg, dans la Province du Cap en Afrique du Sud ;
- à Halleford en Suède ;
- sur le mont Sobokta, en Silésie (Pologne) ;
- dans les montagnes de Pensacola, dans le massif mafik Dufek en Antarctique ;
- dans les mines de Saranovkii, dans la région de l’Oural en Russie.

## Synonymes
- Amenite
- Amensite
- Amesine
- Septeamesite

## Composition
- Magnésium : 17,44 %
  - MgO : 28,92 %
- Aluminium : 19,36 %
  - Al2O3 : 36,59 %
- Silicium : 10,08 %
  - SiO2 : 21,56 %
- Hydrogène : 1,45 %
  - H2O : 12,93 %
- Oxygène : 51,67 %